# 黃金大廈

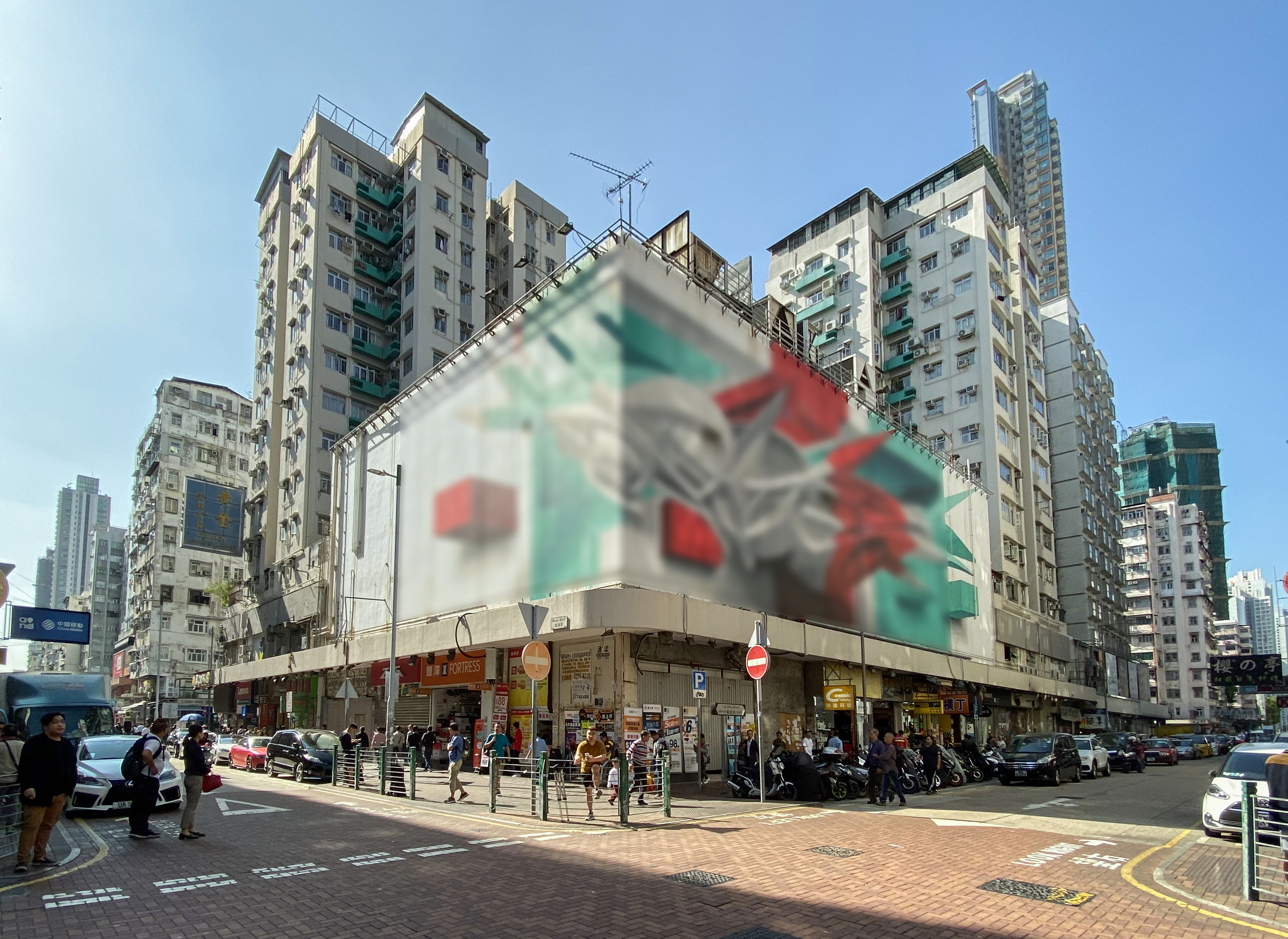
黃金大廈 （2019年）

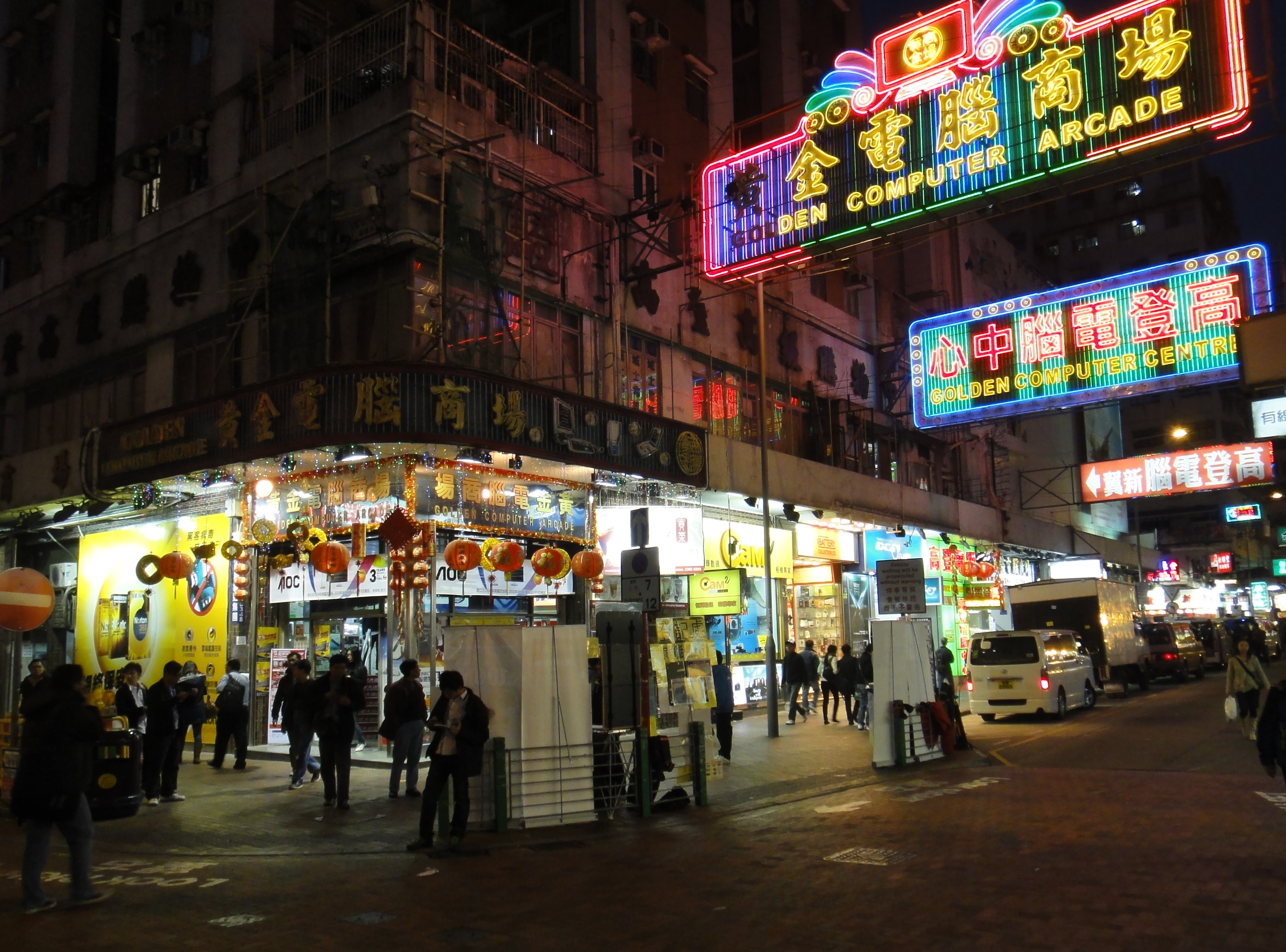
晚間的黃金電腦商場（2011年1月攝，其後圖右兩塊外伸式霓虹燈招牌已遭拆除）

黃金大廈（英語：Golden Building）是香港一個商住混合屋苑，由三大華資地產公司，新鴻基地產、長江實業及新世界發展合作發展。位於九龍深水埗福華街146至152號。大廈內設有黃金電腦商場（英語：Golden Computer Arcade；中文名稱「黃金」意譯自「Golden」）與高登電腦中心（英語：Golden Computer Centre；中文名稱「高登」音譯自「Golden」）兩個電子產品銷售場，不過設計用途不同，1樓原本設計是用作酒樓及戲院，所以兩者在建築設計上不互通，為比較罕見的設計。
由於兩家商場的英文名字非常相近，不少外國人都以為是同一家商場。高登電腦中心位於上層（1樓），而黃金電腦商場則位於地下及地庫。
高登電腦中心（1樓）主要售賣手提電腦，亦有一些電腦硬件店。黃金電腦商場地下（G/F）主要售賣遊戲機、遊戲光碟/卡、手提電腦及週邊配件，而地庫主要售賣電腦硬件及週邊配件例如螢幕、滑鼠、鍵盤、電競產品、手提電話配件、光碟，亦有售賣手提電腦、平板電腦及電腦書籍。黃金電腦商場與台北同類型的光華商場十分相似。三個商場過百家店舖形成了一個大型的電腦購物中心。

## 歷史
前身是1928年開設的南針制造廠，曾經是本港最大的電筒製造商之一，香港日占时期一度为日军制造军需用品，廠房於1970年代拆卸後重建為黃金大廈，住宅部份於1980年入伙。黃金大廈的商場開業時本是一個以時裝批發為主的商場，隨著香港電子業發達，加上鄰近電子貨品集中地鴨寮街，商場在幾年後開始變成銷售電腦為主。到1980年代中，電視遊戲機及IBM桌上電腦兼容機成為商場主要銷售的產品，而樓下的店舖亦開始售賣盜版軟件。1990年代，香港海關大力打擊盜版軟件，使賴以為生的非法經營必須從良。後來因為香港政府推行電腦教育，加上高登商場的名聲開始在社會上流傳，所以連地下本來賣時裝的黃金商場也轉型售賣電腦產品。
最早改建成電腦商場的是位於黃金戲院樓上的高登電腦中心，當時主要發售和電腦有關的電子零件及蘋果電腦Apple II 兼容機，而上蓋物業則為私人住宅。1983年，商場營運初期，曾外借作電影《毀滅號地車》其中一幕的取景地。
高登電腦廣場（英語：Golden Computer Plaza）是高登電腦中心的新翼，於2007年年初才落成，為原來的高登33電腦廣場及銀都桌球城改建部份，開業初期為黃金戲院。兩個商場之間互通，卻各自有獨立的樓梯和扶手電梯上落，地面入口只有桂林街一處。高登電腦廣場已於2017年3月10日結業並封閉 ，曾一度計劃改建作戲院並計劃於2018年落成，提供3個影院，座位超過300個，並由娛藝營運，但2018年初傳出工程受阻並被業主立案法團勒令停工的消息後即一直停工並荒廢至今。

## 文化

### 盜版軟件集散地
早期黃金電腦商場下層有不少店舖售賣盜版軟件，黃金電腦商場在公眾眼中為盜版軟件在香港的集散中心。甚至在香港的酒店房間內介紹香港的小冊子，也提到在這裡可以買到各式各樣的軟件，差不多任何市面有售的電腦應用及遊戲軟件，無論熱門或者冷門，都可以在黃金找到盜版，所以每日都有很多外國遊客慕名而來。不過在美國政府及商業軟件聯盟（BSA）的壓力下，當時的香港海關亦不斷在此處大舉掃蕩。近年由於香港市民普遍對知識產權的意識提高，香港的寬頻上網速度提高亦促使更多人透過互聯網下載軟件，加上不少免費的開源軟件及共享軟件的出現，使到購買盜版軟件的人等大減，售賣盜版軟件的情況已不復再，只僅餘極少數不良店鋪在鄰近地點以游擊式經營。

### 「黃金嘜」風氣
1990年代前，在全球市場上電腦的價格都非常高昂，所以著名廠家出產的個人電腦在香港社會上並不常見，價錢昂貴促使很多香港人在商場購買組裝電腦，以節省金錢。當時在黃金與高登銷售的組裝電腦被稱為「黃金嘜」（即是黃金高登的砌機），有些人認為黃金嘜價廉物美，又可以自由組合。1990年，一臺Compaq出產的486DX33售價約33,000港元，惟一部具備同等功能的“黃金嘜”則只需要8,000港元，為廠家出產的25%價錢。不過，對於不熟悉電腦的買家來說，由於黃金嘜店舖的經營手法良莠不齊，而且售後服務不足，使到他們不太願意前往購買組裝電腦。到現代已沒有「黃金嘜」此一叫法，但「去黃金砌機」已是大眾是為了組裝電腦而前往黃金電腦商場（或高登電腦中心）購物的印象。

### 高登討論區由來
1990年代後期，由於互聯網在香港流行，使到商店間的競爭帶到網上。為了保障顧客免於受騙，商場同業建立了一個網站，將電腦產品的市價在網站上公開。網站後來增設討論區，原意是希望討論與電腦有關的話題，但之後內容慢慢偏離最初定位，於是演變成為今時今日討論話題廣泛的高登討論區，更後來衍生出各個以「登」字為名討論區，例如LIHKG討論區（連登）、郊登討論區（hkgalden.org）、 膠登討論區（已關閉 - hkgalden.com）

## 圖片集

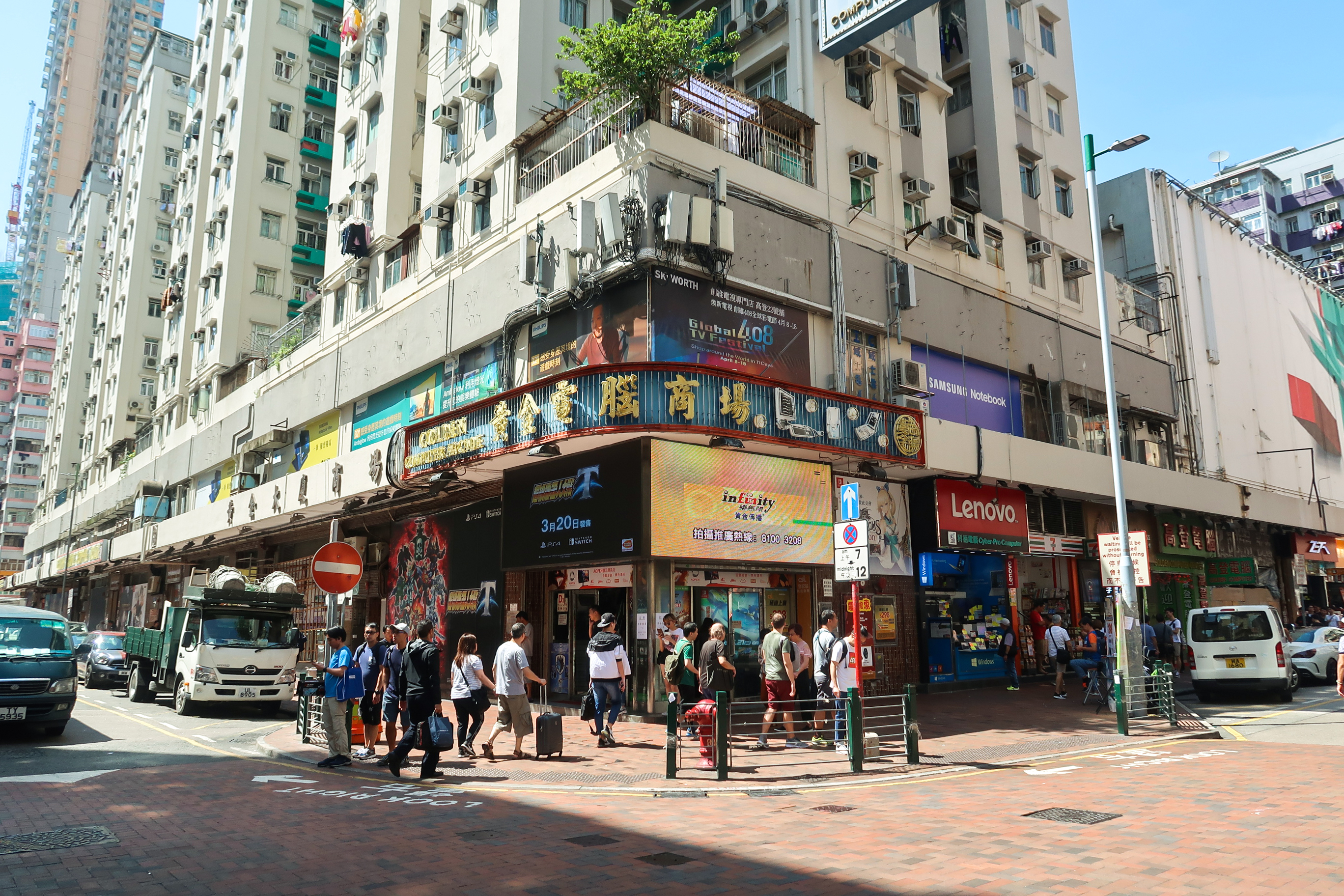
黃金電腦商場（2019年）
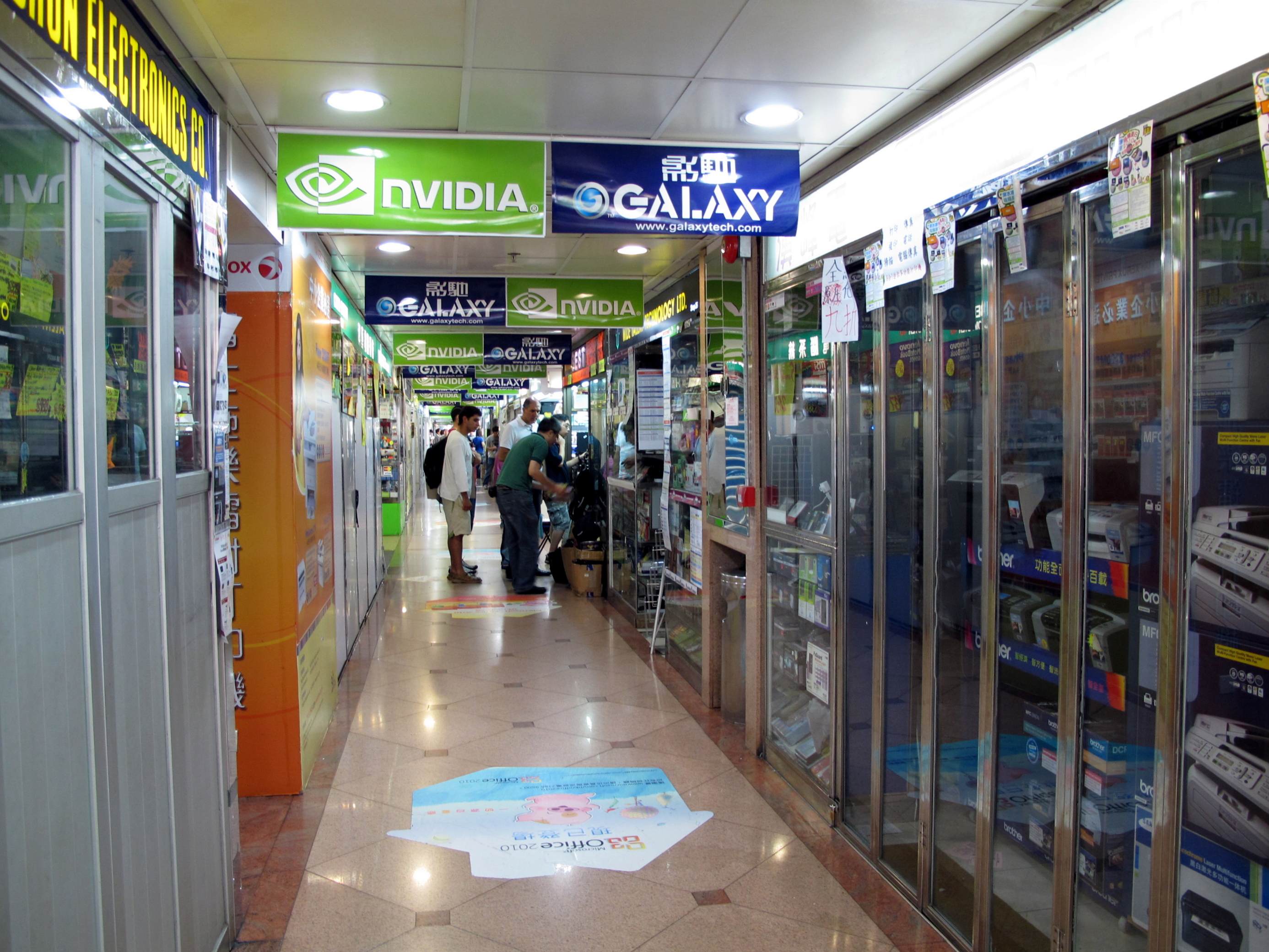
高登電腦中心內貌（2010年）
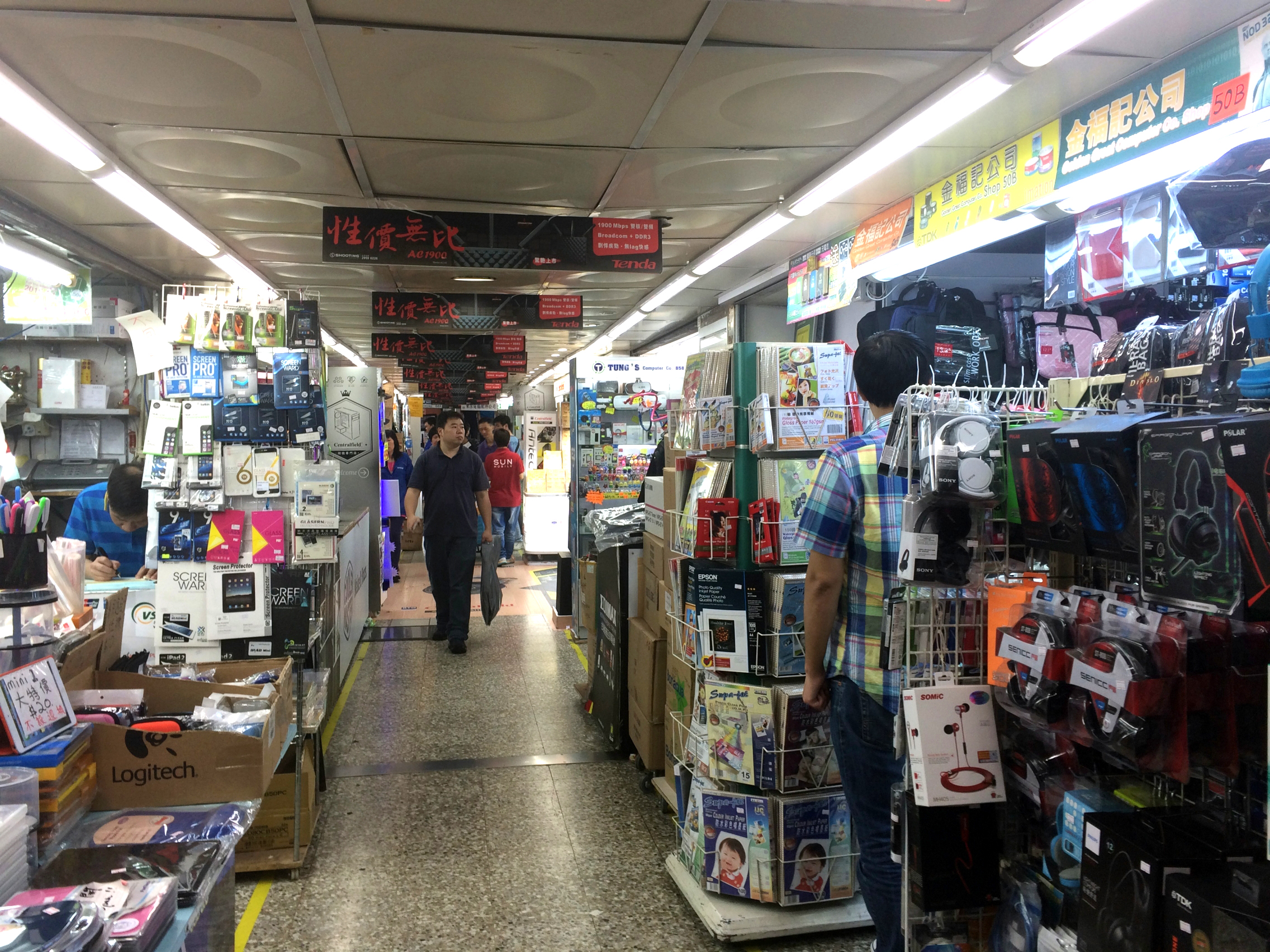
黃金電腦商場地庫商店主要售賣週邊配件（2016年）
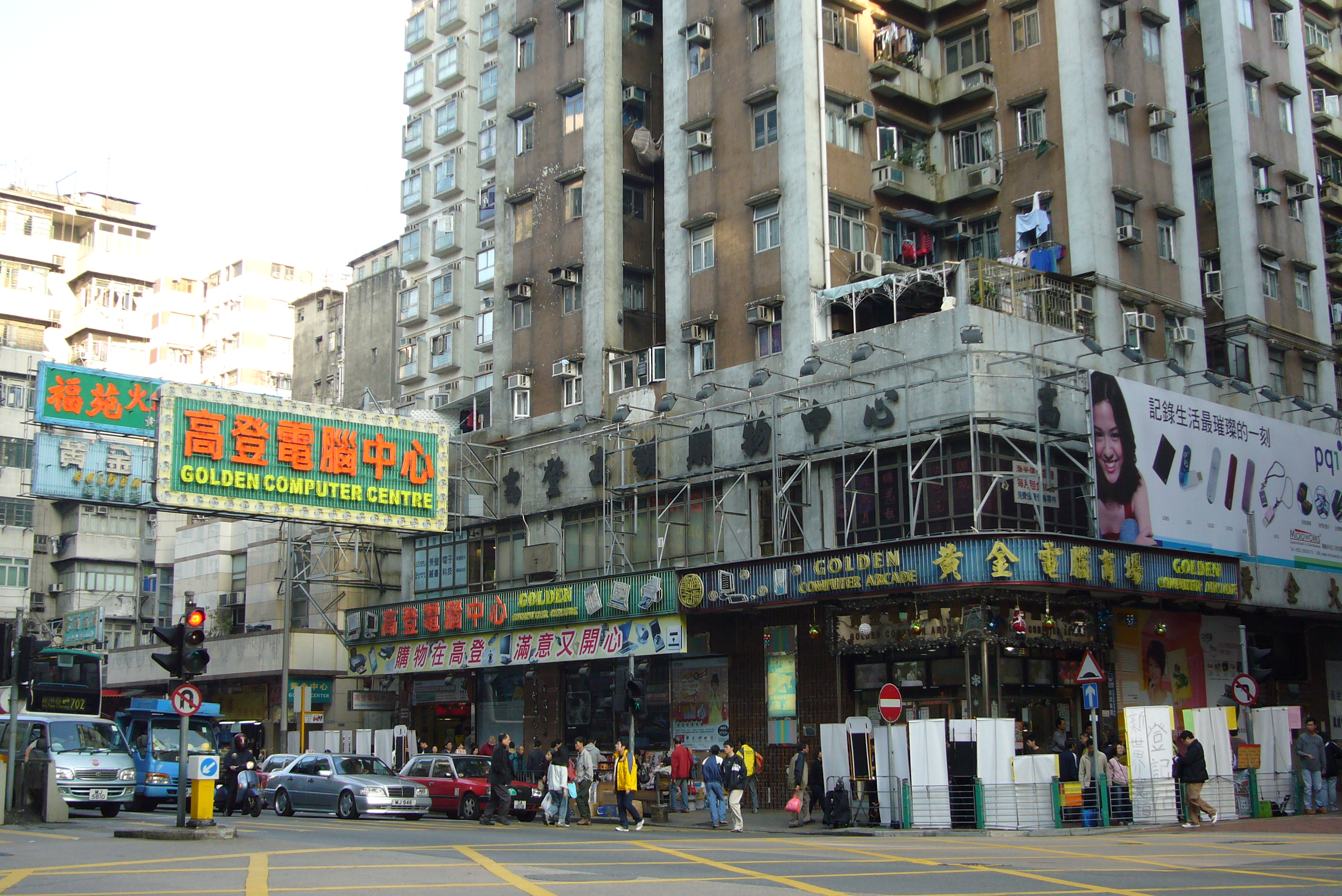
基座的高登電腦中心與黃金電腦商場（2007年攝，現時外伸式霓虹燈招牌已遭拆除）

## 外部連結
- 香港高登 （页面存档备份，存于）
- 黃金電腦商場官方網站
- 新高登電腦商場官方網站